# Foudres sur Babylone
Pour plus de détails, voir Fiche technique et Distribution.
Foudres sur Babylone (titre original : Le sette folgori di Assur) est un péplum italien réalisé par Silvio Amadio et sorti en 1962.

## Synopsis
Mirra, une jeune fille dont les parents ont été tués par les Assyriens, a été trouvée par Zoroastre messager des dieux près de son peuple massacré. Il la conduit à Ninive gouvernée par le roi Sardanapale. Un amour naît entre elle et Shammash, frère du roi. Sardanapale l’aime aussi et se rendant compte que cette passion pourrait créer la discorde avec son frère nomme Shammach roi de Babylone et l’y envoie avec Mirra.

## Fiche technique
- Titre original : Le sette folgori di Assur
- Réalisation : Silvio Amadio
- Musique : Carlo Savina et Angelo Francesco Lavagnino
- Directeur de la photographie : Tino Santoni (it)
- Scénario : Sergio Spina, Gino De Sanctis (it) et Luigi De Simone
- adaptation française : Jacques Michau
- dialogues français :	Lucette Gaudiot
- Assistant-réalisateur : Renzo Cerrato
- Décors : Franco Lolli
- Costumes : Maria Baroni
- Pays d'origine :  Italie
- Producteur : Henry Lombroso
- Sociétés de production : Apo Films, Globe International  films
- Distribution : Cosmopolis films et les films Marbeuf
- Genre : péplum
- Durée : 86 minutes
- Date de sortie :
  - Italie : 24 novembre 1962
  - France : 8 avril 1964

## Distribution
- Howard Duff : Sardanapale
- Jackie Lane : Mirra
- Luciano Marin (it) : Shammash
- Gian Carlo Sbragia : Arbaces
- Arnoldo Foa : Zoroastre
- José Greci : Crisia
- Stelio Candelli :	Ammourabi
- Luigi Borghese :	Belas
- Nico Pepe : Le grand prêtre
- Omar Zoulfkar : Omar
- Calisto Calisti (it) : Calisti
- Carlo Latimer : Ouruk

### Voix françaises
- Georges Aminel : Howard Duff
- Dominique Page : Jackie Lane
- Michel Gatineau : Gian Carlo Sbragia
- Fernand Fabre : Arnoldo Foa
- Mireille Darc : Jose Greci
- Marc Cassot : Stelio Candelli
- Bernard Dheran : Luigi Borghese
- Louis Arbessier : Nico Pepe
- Claude Joseph : Omar Zoulfkar
- Henri Djanik : Calisto Calisti
- Jean Violette : Carlo Latimer
- Claude Joseph : Kyamad
- Pierre Collet : Elich